# Mendhausen
Mendhausen ist ein Ortsteil der Stadt Römhild im Landkreis Hildburghausen in Thüringen.

## Geographie
Mendhausen liegt südwestlich der Stadt Römhild an der thüringisch-fränkischen Grenze auf einer höher gelegenen Ebene der Thüringer Rhön. Die Landesstraße 3029 und Kreisstraße 508 verbinden den Ort mit dem Umland.

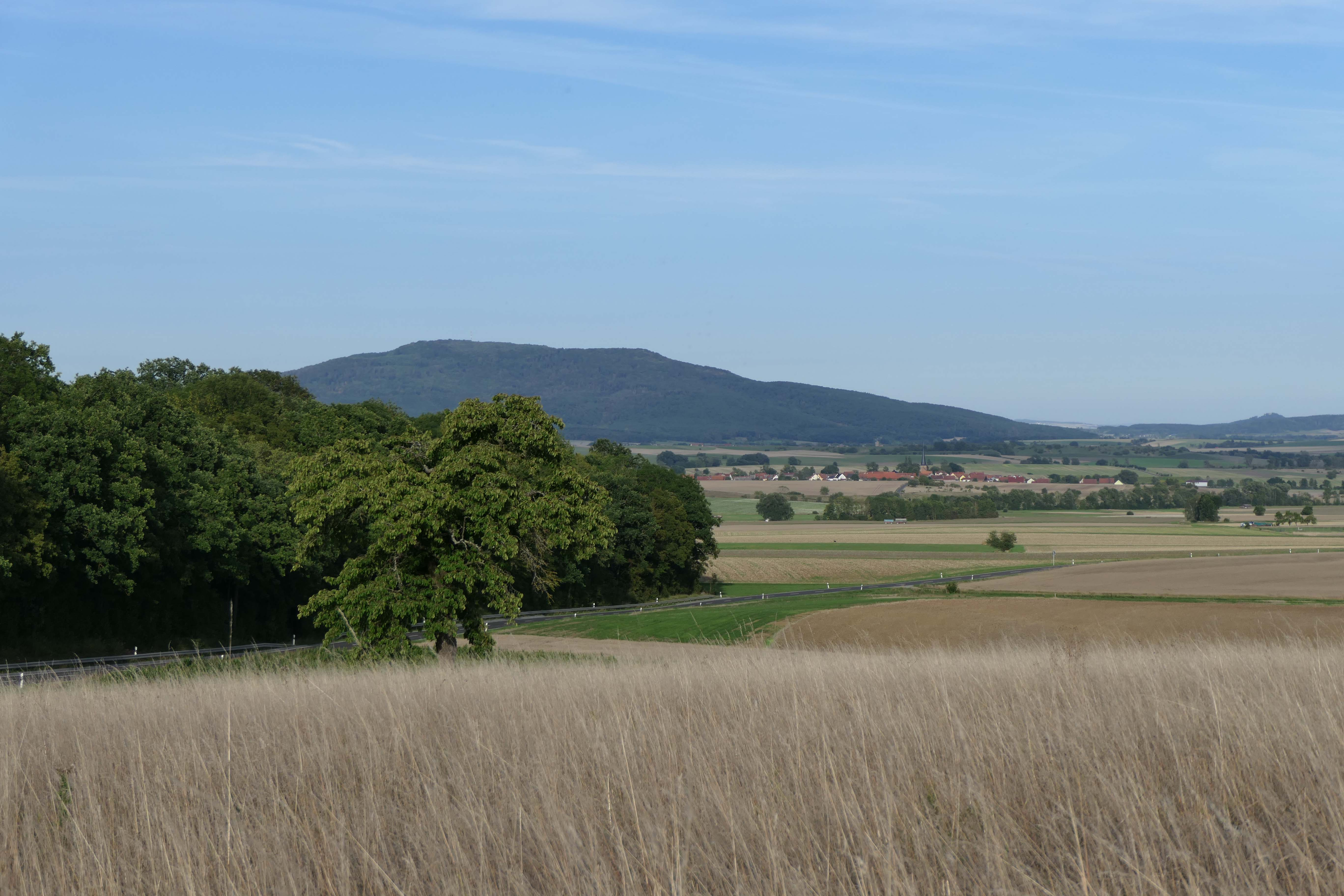
Mendhausen mit dem Großen Gleichberg von Westen

## Geschichte
Mendhausen wurde erstmals 1156 urkundlich erwähnt. 1466 wurde die Filiale Irmelshausen von der Pfarrei Mendhausen getrennt und selbständige Pfarrei.
Die Lage unmittelbar an der Innerdeutschen Grenze brachte für den Ort erhebliche Belastungen mit sich. Nahe Mendhausen wurde der Grenzsoldat Uwe Preußner bei dem Versuch, die Grenzanlagen Richtung Westdeutschland zu überwinden, erschossen.
Die Gemeinde Mendhausen schloss sich am 31. Dezember 2012 mit der Stadt Römhild und weiteren bis dahin selbstständigen Gemeinden zur neuen Stadt Römhild zusammen.
Zur Gemeinde Mendhausen gehörte der Ortsteil Mönchshof.

## Sehenswürdigkeiten
- Kirche St. Urban (Mendhausen)